# Nagisa Óšima
Nagisa Óšima (japonsky 大島 渚 Óšima Nagisa, 31. března 1932 — 15. ledna 2013) byl japonský filmový režisér, známý provokativními náměty svých děl.

## Životopis
Vystudoval práva a politologii na univerzitě v Kjótu, kde patřil k radikálním levicovým aktivistům. První filmy realizoval v produkční společnosti Šóčiku a patřil ke generaci režisérů inspirovaných francouzskou novou vlnou (vžilo se pro ně souhrnné označení nuberu bagu, které bylo japonským přepisem francouzského nouvelle vague). Kritický pohled na soudobou japonskou společnost uplatnil ve filmech Pohřeb slunce, Noc a mlha v Japonsku a zejména Krutý příběh mládí (všechny 1960), příběh mileneckého páru mladistvých delikventů. Dalším jeho snímkem byla adaptace válečného románu Kenzabura Óeho Dobytčí farma (1961). Dokumentární film Junbogiho deník (1965) se zabývá problematikou bezprizorných dětí. Ve filmu Smrt oběšením (1968) Óšima používá případ justiční vraždy, aby upozornil na diskriminaci korejské menšiny v Japonsku. Formální i námětová tabu bořil také Deník zloděje z Šindžuku (1968) o prodavačce, kterou sexuální masochistická fascinace zlodějem přiměje k tomu, že mu začne při krádežích pomáhat. Film Chlapec (1969) vypráví o rodině předstírající, že se jejich syn stal obětí dopravní nehody, aby získala od řidiče odškodné. Rodinná sága Obřad (1971) je satirickým obrazem zkostnatělosti vyšších japonských vrstev. Skandál vyvolala Korida lásky (1976), inspirovaná skutečným případem ženy, která při erotických hrátkách uškrtila svého milence. Film se pro údajnou obscénnost dosud nesmí v Japonsku promítat v nesestříhané verzi. Podle zápisků Laurense van der Posta z japonského zajateckého tábora za druhé světové války natočil film Veselé Vánoce, pane Lawrenci (1983), v němž hrál jednu z hlavních rolí David Bowie. Ve francouzské koprodukci vznikla absurdní komedie Max, moje láska (1986, scénář Jean-Claude Carrière) o manželce diplomata, která se zamiluje do šimpanze. Posledním Óšimovým snímkem bylo Poslední samuraj (1999) o homosexuálním vztahu mezi dvěma samuraji v devatenáctém století.
Získal cenu časopisu Kinema Džumpo za filmy Obřad a Veselé Vánoce, pane Lawrenci a cenu Blue Ribbon Awards za Krutý příběh mládí a Poslední samuraj. Za Koridu lásky mu byla udělena cena pro nejlepšího režiséra na festivalu v Cannes.